# Medeja (Golob)
Medeja je opera iz vsakdanjega življenja skladatelja Janija Goloba. Libreto je napisal Vinko Möderndorfer. Opera je bila sicer napisana že leta 1999, premiera pa je bila 19. februarja 2000 v Ljubljanski operi. Do danes je ta opera doživela 20 ponovitev. Sicer pa je to po Krpanovi kobili (1992) Golobova druga opera, ki jo je napisal. Opera pa traja točno dve uri.